# Bea Orpen
 (avril 2024).
Si vous disposez d'ouvrages ou d'articles de référence ou si vous connaissez des sites web de qualité traitant du thème abordé ici, merci de compléter l'article en donnant les références utiles à sa vérifiabilité et en les liant à la section « Notes et références ».
Bea Orpen (7 mars 1913 - 12 juillet 1980) est une peintre de paysage et de portrait et une professeure irlandaise. 
Elle aide à la création de la Galerie d'art municipale de Drogheda,. 

## Biographie

### Jeunesse et éducation
Beatrice Esther Orpen est née à Lisheens, Carrickmines, comté de Dublin, le 7 mars 1913. 
Elle a une sœur jumelle et est la plus jeune de cinq filles et d'un fils de Charles St George Orpen et Cerise Maria Orpen (née Darley). Son père est avocat et est président de l'Incorporated Law Society de 1915 à 1916. Sa sœur Kathleen Delap est militante et féministe. Orpen est la nièce de l'architecte et peintre Richard Caulfield Orpen et du peintre Sir William Orpen. 
Elle est éduquée en privé à la maison par une gouvernante jusqu'à l'âge de 13 ans, lorsqu'elle fréquente l'école française à Bray, puis l'Alexandra College à Dublin. 
Elle prend des cours privés sur les principes fondamentaux de la couleur et du dessin avec Lilian Davidson, s'inscrivant à la Dublin Metropolitan School of Art et à la Royal Hibernian Academy (RHA) de 1932 à 1935. Pendant ses études, elle est élève de Seán O'Sullivan et remporte le premier prix pour le dessin d'après nature en 1933 et la peinture d'après nature en 1934. Elle déménage à Londres pour poursuivre ses études à la Slade School of Fine Art de 1935 à 1939. Elle excelle dans le design décoratif et remporte le premier prix de composition décorative en 1936. Elle obtient son diplôme de design en 1939. Orpen fréquente l'école de typographie de Fleet Street et suit une formation en textile et en design commercial à la Central School of Arts and Crafts du London County Council. 
Le 5 juillet 1940, Orpen épouse Chalmers Edward FitzJohn « Terry » Trench, qui est le secrétaire fondateur et ancien président d'An Óige. Ils ont trois fils et une fille, Fiachra, Brian, Beatrice et Patrick,. 

### Carrière artistique
Orpen fait ses débuts à la RHA alors qu'elle est encore étudiante en 1939, et elle expose avec eux chaque année jusqu'en 1980, exposant plus de 100 peintures au total. Elle expose également avec la Water Color Society of Ireland presque chaque année de 1936 à 1980. Pendant ses études à Londres, elle reçoit un certain nombre de commandes commerciales pour concevoir des affiches, des brochures, des vestes de livres et des cartes de vœux. Orpen rentre en Irlande en 1939 et monte sa première exposition personnelle en octobre dans le Country Shop de St Stephen's Green, géré par Muriel Gahan. Elle est surtout connue comme artiste paysagiste, privilégiant la gouache et une palette sombre sur papier teinté. Elle perfectionne une méthode rapide au début de sa carrière, ce qui était une exigence pour ce milieu à séchage rapide. Elle travaille souvent à l'aquarelle, et en dehors d'une période des années 1960, travaille rarement à la peinture à l'huile. Orpen passe souvent des vacances à peindre en Irlande, peignant des scènes dans les comtés de Louth, Meath, Dublin, Wicklow, y compris ceux de la côte ouest. Elle voyage en Norvège et en Bretagne au début de sa carrière, puis se rendue en Europe continentale dans les années 1960 et 1970 pour peindre. Au cours de sa carrière, elle monte plusieurs expositions personnelles aux Grafton Galleries en 1947 et 1954, à la Neptune Gallery en 1977 et à Drogheda en 1978. Elle est une contributrice régulière à l'Oireachtas, à l'Exposition irlandaise d'art vivant de 1943 à 1958, et à l'Exposition d'art irlandais moderne, Wexford de 1945 à 1980, ainsi qu'à plusieurs expositions et festivals locaux. Avec son mari, elle créé la Collection d'art municipal de Drogheda, siégeant à son comité qui collecte plus de 60 œuvres en 1980  ; la collection fait maintenant partie des collections permanentes de la Highlanes Gallery. 
Orpen enseigne également l'art dans un certain nombre d'écoles de Drogheda, à l'école technique de 1973 à 1974, au lycée Drogheda de 1946 à 1959 et à l'école nationale St Peter de 1949 à 1974. Elle donne des conférences sur l'appréciation de l'art aux écoliers et aux adultes de toute l'Irlande en tant que conférencière du Conseil des arts d'Irlande dans le cadre du Charlotte Shaw Trust de 1957 à 1978. Elle est membre d'An Taisce et est nommée par le gouvernement à l'organe directeur de l'Institut national pour l'enseignement supérieur de Dublin de 1975 à 1978, et au Stamp Design Advisory Committee de 1977 à 1980. 
Elle est membre de l'Irish Countrywomen's Association (ICA) à partir de 1939, agissant en tant que présidente du comité exécutif en 1952. En tant que membre de l'ICA, elle s'implique dans les éléments d'art et d'artisanat de l'organisation, donnant des cours à An Grianán, le collège de l'ICA à Termonfeckin depuis 1954. Elle créé et dirige un cours d'arts annuel pour les enseignants du primaire au collège de 1959 à 1977. Elle est présidente de l'ICA de 1974 à 1976 et se concentre sur la protection de l'environnement, en encourageant l'adoption du recyclage et la création de groupes d'histoire locale dans le but de favoriser la fierté dans les régions. Elle dirige la délégation irlandaise à la 14e conférence triennale de l'Union mondiale des femmes paysannes (ACWW) à Perth en Australie en 1974 et est conférencière à la 15e conférence à Nairobi au Kenya en 1977. Dans le cadre de son voyage en Australie en 1974, Orpen s'arrête à Tahiti et peint en Afrique de l'Est en 1977. Elle est cofondatrice des sociétaires de la ville de Drogheda en 1947 et des présidente de la fédération de Louth/Meath en 1950.

### Accident
Orpen subit une hémorragie cérébrale en mai 1978, qui la laisse définitivement invalide et hospitalisée. 

### Suite de sa carrière
Elle est élue membre honoraire de l'ORS en mai 1980. 

### Mort
Orpen meurt le 12 juillet 1980 à l'hôpital Cottage de Drogheda. 

## Postérité
Son corps est donné à la science via la faculté de médecine de du Trinity College de Dublin. Deux rétrospectives de son travail ont lieu, en 1981 à la galerie Gorry de Dublin et en 1995 au Droichead Arts Centre de Drogheda. Un bâtiment sur le campus de la Dublin City University est nommé en son honneur. 